# Long Hill (Massachusetts)
Long Hill ist ein 114 Acres (46,1 ha) großes Naturschutzgebiet in der Nähe von Beverly im Bundesstaat Massachusetts der Vereinigten Staaten, das von der Organisation The Trustees of Reservations verwaltet wird.

## Schutzgebiet
Ellery Sedgwick, Herausgeber des Atlantic Monthly, erwarb das Grundstück im Jahr 1916, da es eine gute Aussicht auf die Region North Shore bot. Doch seine Frau Mabel Cabot Sedgwick, die eine bekannte Garten- und Landschaftsdesignerin war, wollte das Gelände umgestalten. So errichteten sie auf der Spitze des Hügels, nach dem das heutige Schutzgebiet benannt wurde, ein Wohnhaus, das sie als Sommerresidenz nutzten. Mabel entwarf die Gartenanlagen und Landschaftsdetails, die mehr als 100 Jahre später immer noch weithin anerkannt sind.
Nach ihrem Tod 1937 wurde ihre Vision durch Sedgwicks zweite Frau Marjorie Russel, die Expertin für seltene Pflanzen war, erhalten und ausgebaut. Sie ergänzte den Pflanzenbestand durch neue und seltene Bäume und Sträucher, von denen einige aus dem Arnold-Arboretum in Jamaica Plain stammten. Der Gartenbereich ist baulich in mehrere „Räume“ unterteilt, die in sich geschlossene Bereiche darstellen und mit Ornamenten und Statuen dekoriert sind. Die Gärten sind als Erweiterung des Wohnraums ausgelegt und so gepflanzt, dass sie mit der unmittelbaren natürlichen Umgebung verschmelzen.
Mit dem Design der Innenräume ihres Hauses beauftragten die Sedgwicks das Bostoner Unternehmen Richardson, Barrott and Richardson. Die äußere Gestaltung setzt sich dabei im Inneren fort, indem die Räume mit in Wandbildern festgehaltenen Gartenszenen und gemalten Blumen verziert sind. Ebenfalls zu sehen sind elegante Holzarbeiten und Kamineinfassungen aus dem Isaac Ball House in Charleston (South Carolina).
Der Gartenbereich ist umgeben von Wald sowie einem Obstgarten mit Apfelbäumen, einer Wiese, einem Spielplatz sowie landwirtschaftlich genutzten Flächen, zu denen auch ein 2 Acres (0,8 ha) großer Bereich gehört, in dem Gemüse von der Organisation The Food Project biologisch angebaut wird. Durch das Schutzgebiet führt ein 1,2 mi (1,9 km) langer Rundweg. Das ehemalige Wohnhaus dient heute als Büro für die Trustees of Reservations.